# The Irish Times
The Irish Times é um jornal diário irlandês, publicado no formato standard. Foi fundado em 1859 e sua atual editora é Geraldine Kennedy, que substituiu Conor Brady em 2002. O jornal é considerado o mais influente da Irlanda.

## História
The Irish Times foi fundado pelo Major Lawrence E. Knox, e sua primeira edição foi publicada em 29 de março de 1859. Uma nova edição foi liberada durante todas as terças, quintas e sábados a partir de então, até o dia 8 de junho daquele mês, quando passou a ser diário.
Após a morte de Knox, em 1873, o jornal foi comprado pela família Arnott, que o controlou por cerca de 50 anos. Em 1974, passou a pertencer a uma sociedade fiduciária - a Irish Times Trust.

## Editores
- R.M. "Bertie" Smyllie (entre 1934 e 1954)
- Alec Newman (entre 1954 e 1961)
- Douglas Gageby (entre 1963 e 1974 / 1977 e 1986)
- Fergus Pyle (entre 1974 e 1977)
- Conor Brady (entre 1986 e 2002)
- Geraldine Kennedy (a partir de 2002)